# Corymbia maculata
Corymbia maculata är en myrtenväxtart som först beskrevs av William Jackson Hooker, och fick sitt nu gällande namn av Kenneth D. Hill och Lawrence Alexander Sidney Johnson. Corymbia maculata ingår i släktet Corymbia och familjen myrtenväxter. Inga underarter finns listade i Catalogue of Life.

## Bildgalleri

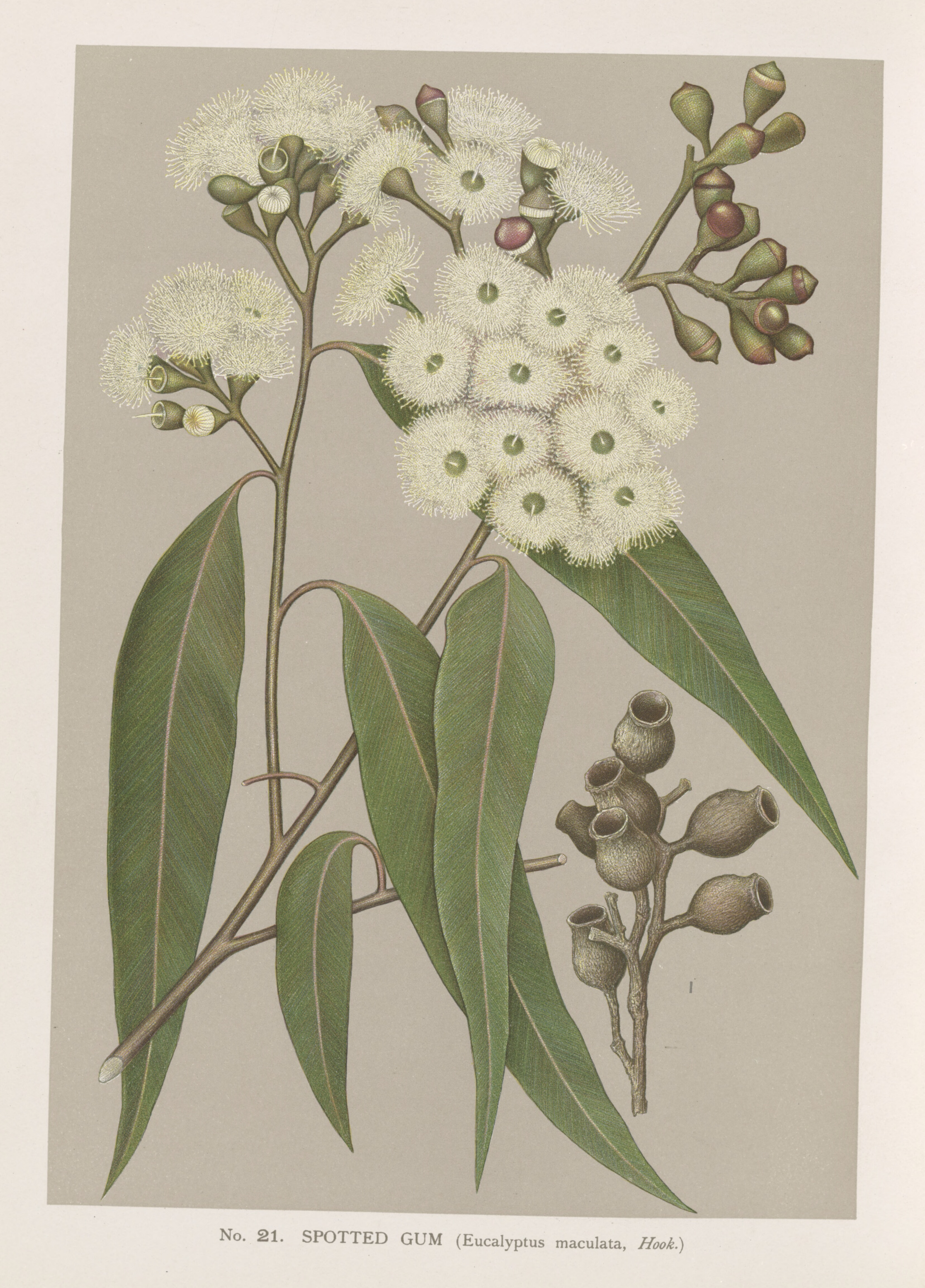